# Girolamo Recanati Capodiferro
Girolamo Capodiferro (Roma, 22 de junho de 1502 - Roma, 1 de dezembro de 1559) foi um cardeal do século XVII.

## Biografia
Nasceu em Roma em 22 de junho de 1502. De família patrícia. Filho de Alfonso Recanati e Bernardina Capodiferro. Ele também está listado como Girolamo Capodiferro; como Girolamo Capodiferro Mignanelli; e como Girolamo Antici Capodiferro; a ordem de seus sobrenomes como Capodiferro Recanati; e seu segundo sobrenome como Testaferrata. Relacionado ao Cardeal Gianantonio Capizucchi (1552).
Educado em Roma.
Admitido na corte do cardeal Alessandro Farnese, Sr., ainda jovem. O Papa Clemente VII deu-lhe vários cargos na Cúria Romana, bem como algumas nunciaturas importantes. Núncio em Portugal em 1541 para anunciar a celebração de um concílio geral em Trento. Núncio na França naquele mesmo ano com o mesmo propósito. Datário de Sua Santidade, 1541-1544. Tesoureiro geral da Câmara Apostólica, 1541. Escolhido juntamente com o cardeal Ascanio Sforza, sobrinho do papa, para anunciar as medidas a tomar nos Estados Pontifícios em referência à guerra contra os turcos que ameaçavam a Itália desde a Hungria.
Eleito bispo de Nice, em 6 de fevereiro de 1542. Transferido para a sé de Saint-Jean de Maurienne quando ainda era bispo eleito de Nice, em 30 de julho de 1544. Consagrado (nenhuma informação encontrada). Por instância do cardeal Jacopo Sadoleto, foi promovido ao cardinalato.
Criado cardeal diácono no consistório de 19 de dezembro de 1544; recebeu o chapéu vermelho e a diaconia de S. Giorgio em Velabro, 9 de janeiro de 1545. Nomeado legado em Romandiola, 26 de agosto de 1545. Nomeado legado perante o rei da França para solicitar permissão aos bispos franceses para participar do concílio que havia sido realizado. transferido de Trento para Bolonha, em 25 de fevereiro de 1547. Enviado novamente à França nesse mesmo ano para recomendar o casamento de Orazio Farnese, filho natural do papa, fortalecendo assim a amizade entre os dois estados; o rei francês recebeu os desejos papais com muita frieza. Participou do conclave de 1549-1550, que elegeu o Papa Júlio III. Legado a Romandiola novamente durante o pontificado do Papa Júlio III. Participou do conclave de abril de 1555, que elegeu o Papa Marcelo II. Participou do conclave de maio de 1555, que elegeu o Papa Paulo IV. Participou do conclave de 1559, que elegeu o Papa Pio IV; morreu durante sua celebração.
Morreu em Roma em 1 de dezembro de 1559, às 22 horas, em conclave, Roma; transferido para a capela de S. Maria febribus . Sepultado na igreja de S. Maria della Pace, Roma.